# Debub Mirab Shewa
- Awash
- Omo
- Gibe

La zone Debub Mirab Shewa ou Sud-Ouest Shewa (en amharique : Debub Mirab Shewa ; en oromo : Shawaa Kibba-lixaa) est une zone administrative de la région Oromia en Éthiopie. Elle compte 1 101 129 habitants et son chef-lieu est Sebeta en 2007 mais c'est Waliso qui devient sa ville principale et son chef-lieu après le détachement de Sebeta dans la zone spéciale Oromia-Finfinnee.

## Origine et nom
La zone Sud-Ouest Shewa est créée au début des années 2000, probablement en 2007, par le transfert de la partie sud de la zone Ouest Shewa comprenant les woredas Amaya, Wonchi, Walisona Goro, Dawo, Elu, Becho, Kokir, Alem Gena, Tole et Kersana Kondaltiti.
Sebeta est initialement la plus grande ville de la zone. Autrefois connue sous le nom d'Alem Gena, Sebeta est à proximité immédiate d'Addis-Abeba et c'est finalement le transfert de Sebeta et Sebeta Hawas dans la zone spéciale Oromia-Finfinnee qui fait de Waliso la principale ville de la zone Sud-Ouest Shewa.

## Woredas
Au recensement de 2007 et jusque dans les années 2010, la zone Sud-Ouest Shewa est composée de quatorze woredas,, :
- Amaya
- Becho
- Dawo
- Elu
- Goro
- Kersana Malima
- Sebeta Hawas
- Sebeta Town
- Seden Sodo
- Sodo Dacha
- Tole
- Waliso
- Waliso Town
- Wonchi

Au début des années 2020, la zone compte encore douze woreda après le transfert de Sebeta Hawas et Sebeta Town dans la zone spéciale Oromia-Finfinnee.
- région
- zone
- woreda.

## Géographie
Limitrophe de la zone Gurage, la zone Sud-Ouest Shewa est entourée dans la région Oromia par les zones Ouest Shewa, Finfinnee et Est Shewa.
Le nord-est et l'est de la zone sont bordés par l'Awash tandis que le sud-ouest de la zone fait partie du bassin versant de l'Omo[réf. souhaitée].
La zone culmine probablement avec la caldeira de Wonchi à la limite entre le woreda Wonchi et Ambo Zuria dans la zone voisine.

## Démographie
D'après le recensement national réalisé par l'Agence centrale de la statistique d'Éthiopie en 2007 sur un périmètre comprenant encore Sebeta Hawas et Sebeta Town, la zone compte 1 101 129 habitants et 14 % de la population est urbaine.
Environ 85 % des habitants de la zone ont pour langue maternelle l'oromo, 8 % l'amharique, près de 6 % les langues gouragué et 0,5 % le gamo.
Environ 78 % sont orthodoxes, 11 % sont musulmans, 9 % sont  protestants et 2 % sont de religions traditionnelles africaines.
Les principales agglomérations sont Sebeta avec 49 331 habitants en 2007 suivie par Waliso avec 37 878 habitants et Tulu Bolo avec 14 476 habitants. Lemen et Ginido dépassent 6 000 habitants à la même date.
| Woreda         | Population 2007 | Agglomérations en 2007,    |
| -------------- | --------------- | -------------------------- |
| Amaya          | 122 056         | Ginido                     |
| Becho          | 74 016          | Tulu Bolo                  |
| Dawo           | 84 336          | Busa                       |
| Elu            | 61 985          | Teji, Asigori              |
| Goro           | 45 486          | Gurura, Goro               |
| Kersana Malima | 81 015          | Lemen                      |
| Sebeta Hawas   | 132 294         | Awash Melkakunture, Tefiki |
| Sebeta Town    | 49 331          | Sebeta                     |
| Seden Sodo     | 69 215          | Herbuchulule               |
| Sodo Dacha     | 43 607          | Tere                       |
| Tole           | 62 895          | Banitu                     |
| Waliso         | 143 391         | Dilala                     |
| Waliso Town    | 37 878          | Waliso                     |
| Wonchi         | 93 624          | Chitu                      |

En 2022, la population est estimée sur le même périmètre à 1 640 751 personnes avec une densité de population de 252 personnes par km2 et 6 508 km2 de superficie.